# 니케아 (가수)
니케아(Nickea)는 대한민국의 여성 싱어송라이터이다.

## 음반

### EP
- 2011년 2월 28일 - Girl On The Bridge

### 디지털싱글
- 2011년 11월 14일 - Naked

## 경력
- 2011년 EBS 스페이스 공감 11월의 헬로루키 선정